# 698 до н. е.

## Події

### Астрономічні явища
- 17 червня. Повне сонячне затемнення.[1]
- 11 грудня. Кільцеподібне сонячне затемнення.[1]

## Померли
- Чу-цзи І — правитель царства Цинь.